# 嘉北街道
嘉北街道是中华人民共和国浙江省嘉兴市秀洲区下辖的一个街道办事处。

## 行政区划
嘉北街道下辖以下村级行政区划单位：
建明社区、天河社区、常秀社区、嘉州美都社区、阳光社区、金都社区、紫溪社区、阳海社区、昌盛社区、和殷村、陶家桥村、南陶浜村、顾家浜村、亭子桥村、百花村和吴家桥村。